# Bell X-1
Bell X-1, originalmente designado como XS-1 - é um avião supersônico experimental construído pela Bell Aircraft Corporation para a Força Aérea dos Estados Unidos em 1947, e que se tornou no primeiro avião a superar a velocidade do som.

## História
É o primeiro avião da família X-planes, uma série de aeronaves experimentais dos Estados Unidos, construídas com o objetivo de testar novas tecnologias e geralmente mantidas sob sigilo.
Em 14 de outubro de 1947, tornou-se o primeiro avião a superar a velocidade do som, pilotado pelo capitão da Força Aérea dos Estados Unidos Charles "Chuck" Yeager. Neste voo, o de número 50 do X-1, foi atingido Mach 1,05.
O X-1 era lançado de um bombardeiro B-29 modificado. Após a separação, eram acionados motores de foguete (Reaction Motors XLR-11, na primeira versão), capazes de levar a aeronave a um voo supersônico.

### Aviões
- X-1 (XS-1)
  - #1 - 46-062 - Glamorous Glennis, 82 voos
  - #2 - 46-063, 74 voos, convertido em X-1E.
  - #3 - 46-064, 1 voo
- X-1A - 48-1384, 26 voos
- X-1B - 48-1385, 27 voos
- X-1D - 48-1386, 2 voos
- X-1E, (modificação do X-1 #2), 46-063, 27 voos

## Imagens

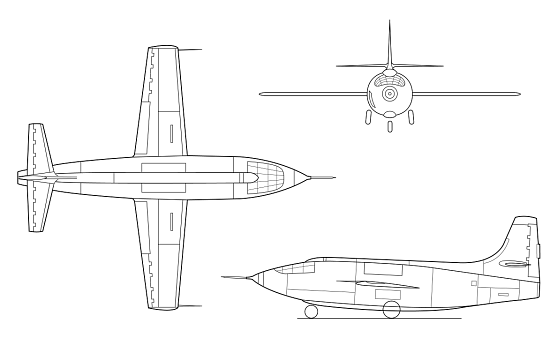
Diagrama do Bell X-1.
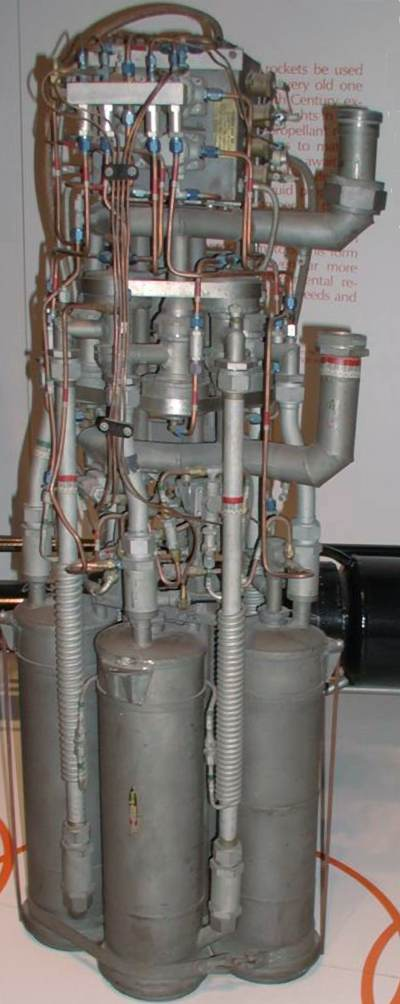
Motor de foguete XLR11.
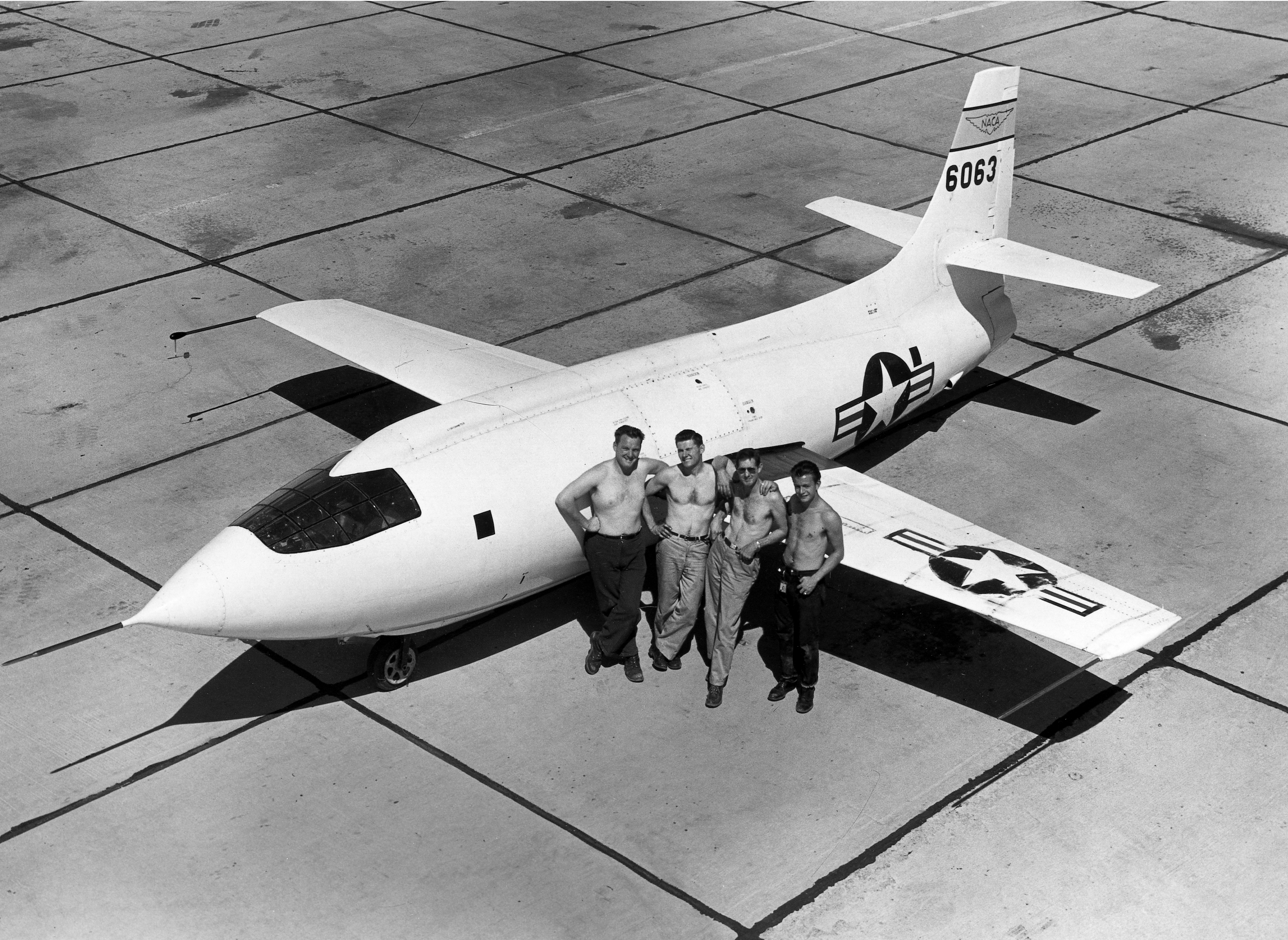
A partir da esquerda: Edwin R. Edwards, Bud Rogers, Richard E. Payne e Henry "Kenny" Gaskins ao lado de um X-1-2 em 1949.
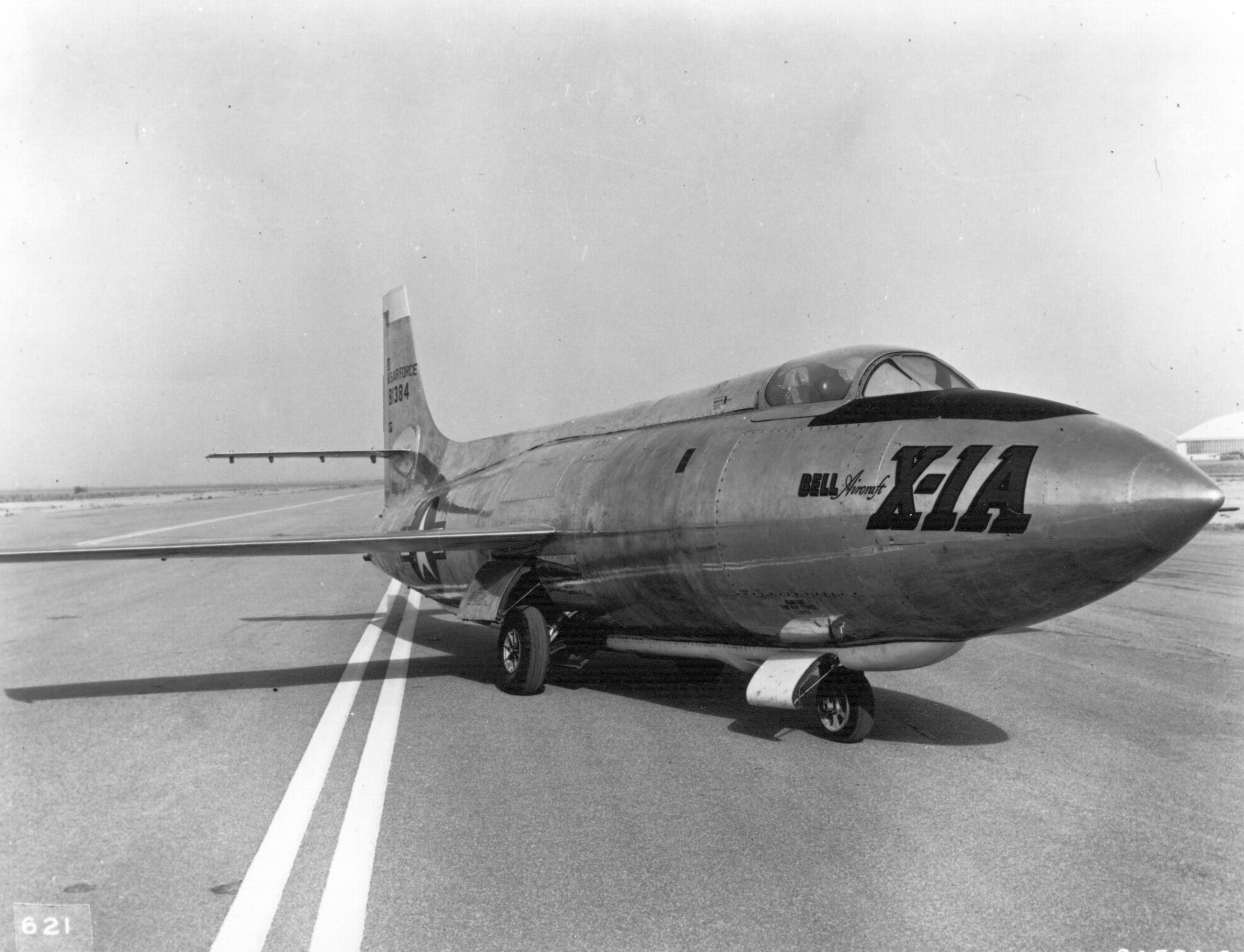
Bell X-1A
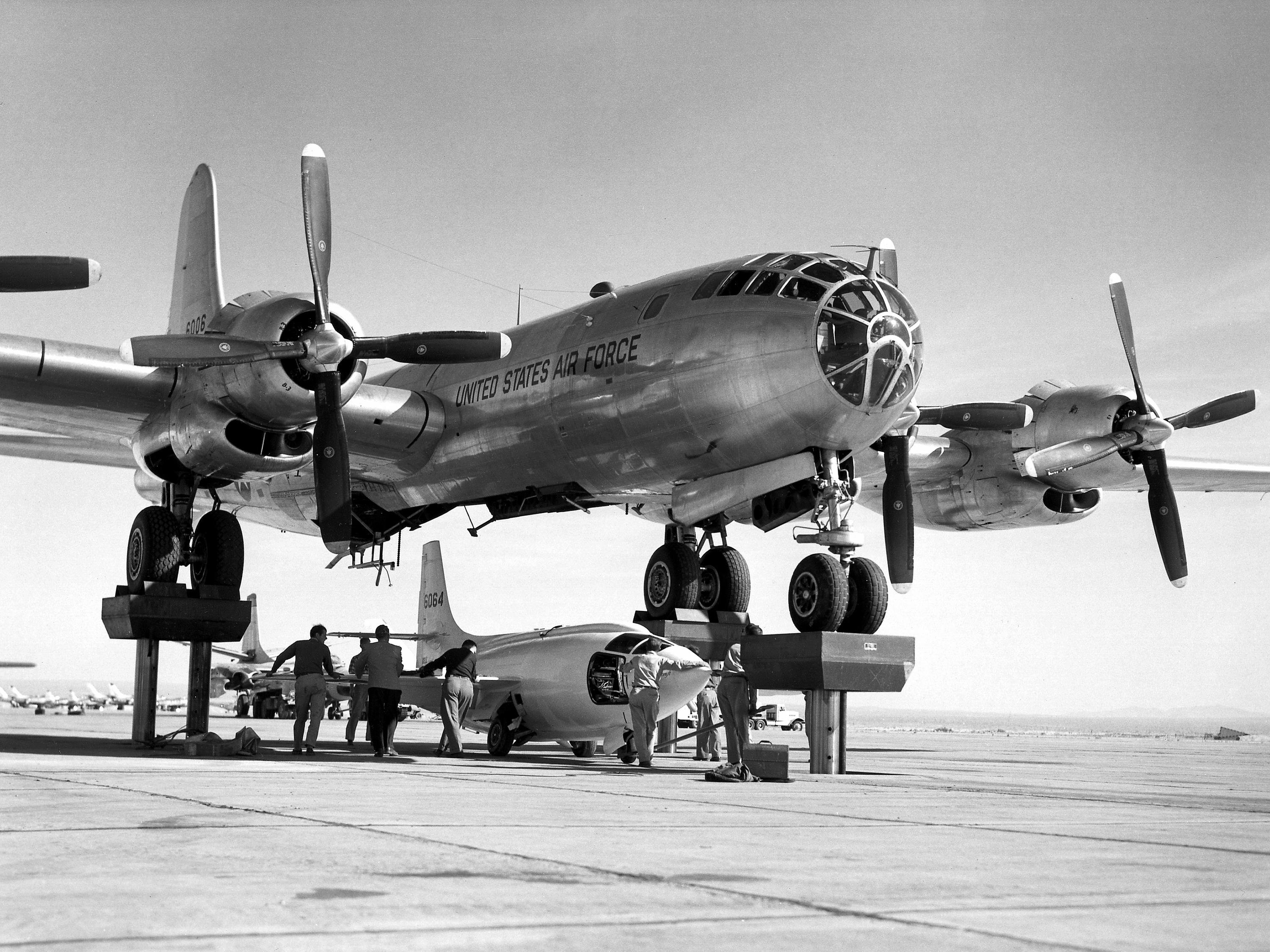
Bell X-1-3, sendo acoplado a um B-50 Superfortress para um voo de teste em 9 de novembro de 1951. O X-1-3 tinha completado apenas um único voo planado em 20 de julho. Explodiu ao ser lançado e causando graves queimaduras em seu piloto Joe Cannon.
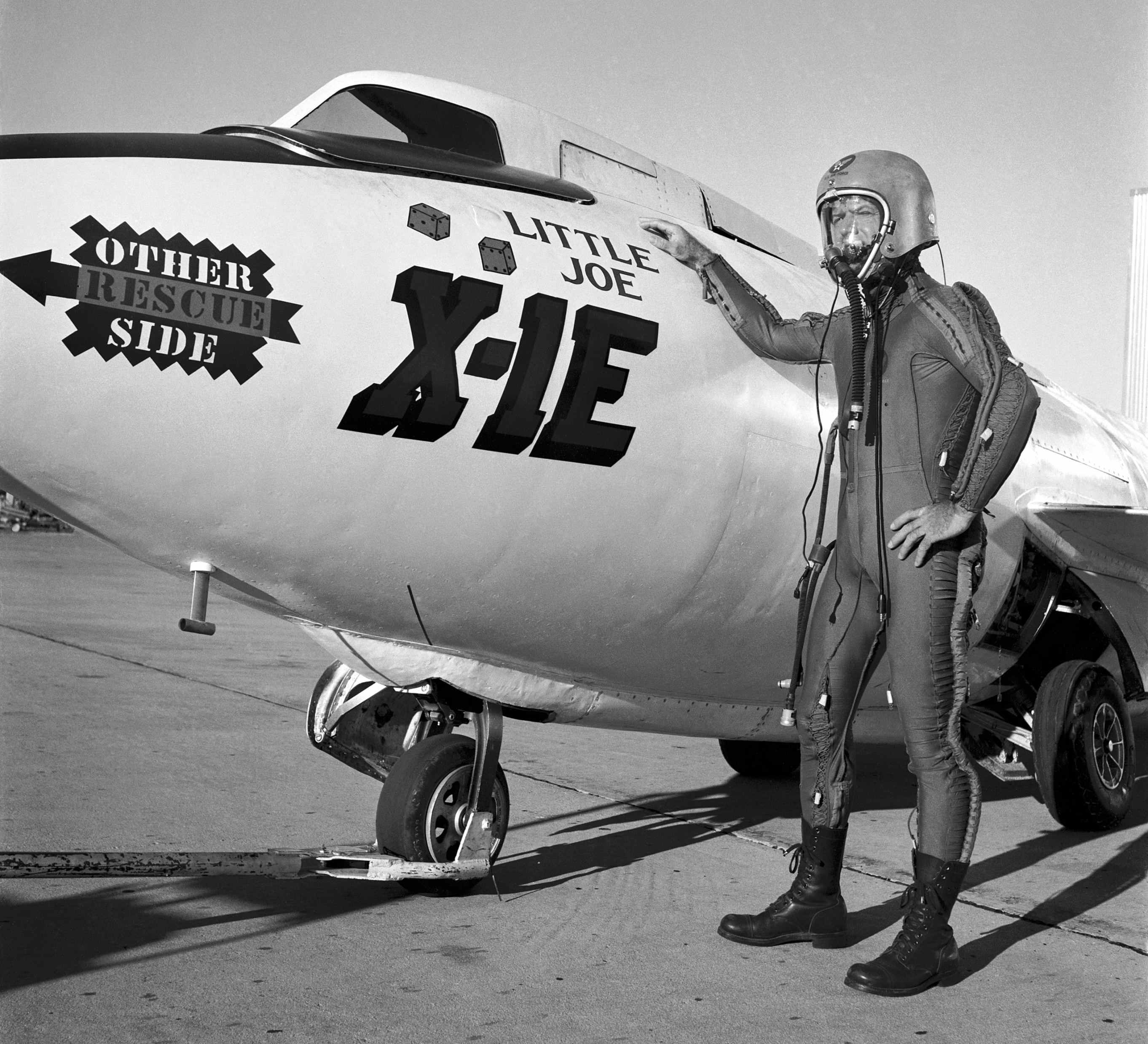
Joseph Walker e o X-1E, em 27 de janeiro de 1958.
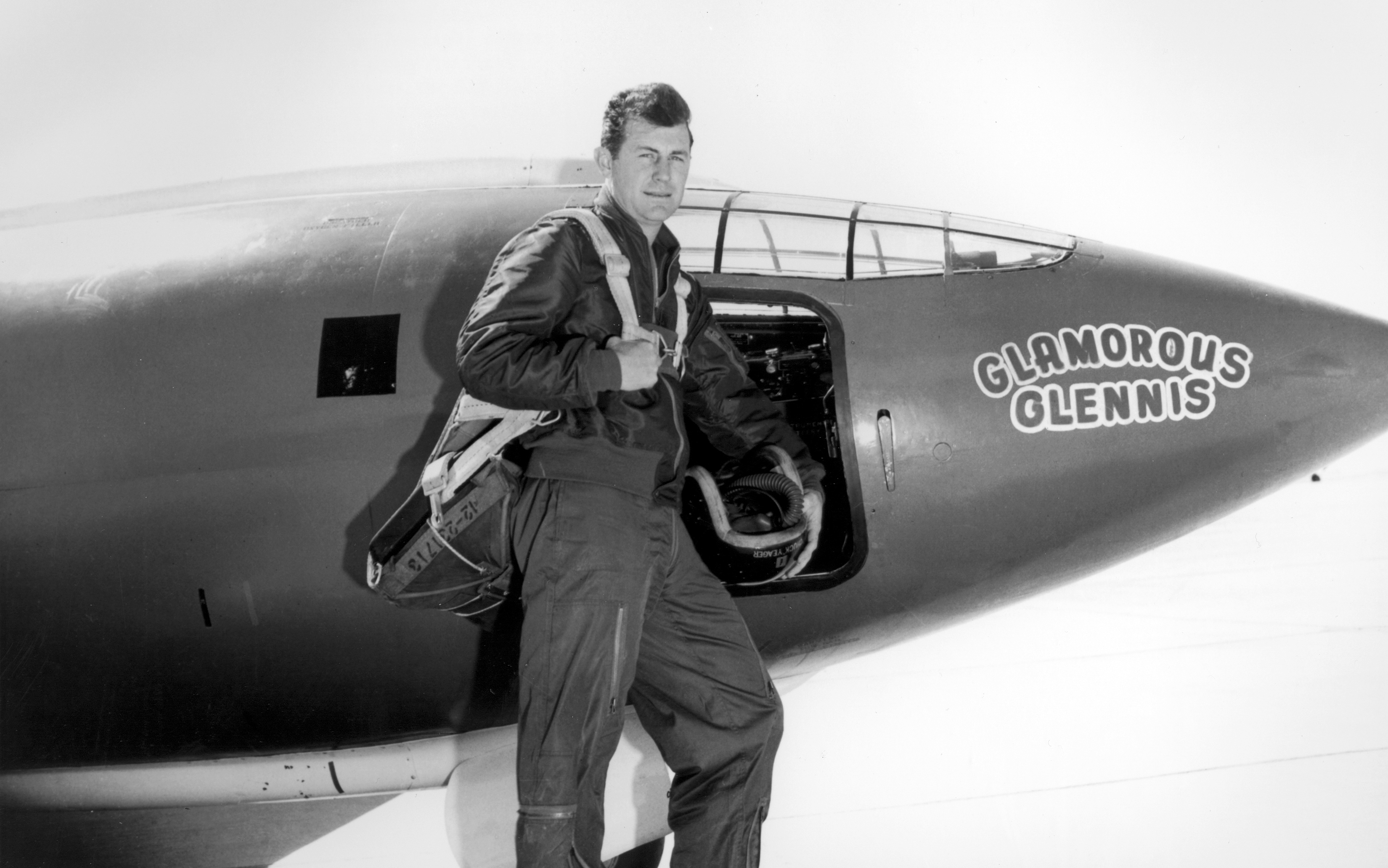
Chuck Yeager ao lado do X-1 batizado Glamorous Glennis em homenagem a sua esposa Glennis Faye Dickhouse.
- Vídeo: voo em que Chuck Yeager quebrou a barreira do som.

## Especificações
|                   | Bell X-1                                                    | Bell X-1E                                                      |
| ----------------- | ----------------------------------------------------------- | -------------------------------------------------------------- |
| Tripulação        | 1 - piloto                                                  | 1 - piloto                                                     |
| Comprimento       | 9,4 m (30,8 ft)                                             | 9,4488 m (31,0 ft)                                             |
| Envergadura       | 8,5 m (27,9 ft)                                             | 6,9596 m (22,8 ft)                                             |
| Altura            | 3,3 m (10,8 ft)                                             | 3,3 m (10,8 ft)                                                |
| Área das asas     | 12 m² (129 ft²)                                             | 10,684 m² (115 ft²)                                            |
| Peso vazio        | 3 175 kg (7 000 lb)                                         | 3 107,107 kg (6 850 lb)                                        |
| Peso careegado    | 5 545 kg (12 200 lb)                                        | 6 690,487 kg (14 700 lb)                                       |
| Peso de decolagem | 5 557 kg (12 300 lb)                                        | N/D                                                            |
| Motorização       | 1 x foguete a propelente líquido Reaction Motors XLR-11-RM3 | 1 x foguete a propelente líquido Reaction Motors RMI LR-8-RM-5 |
| Empuxo por motor  | 2 720 kgf (26 700 N)                                        | 2 720 kgf (26 700 N)                                           |
| Velocidade máx.   | 1 541 km/h (832 kn) (Ma 1,26)                               | 2 333,548 km/h (1 260 kn) (Ma 2,24)                            |
| Alcance           | 5 minutos de autonomia                                      | 4 minutos e 45 segundos de autonomia                           |
| Teto de serviço   | 21 916 m (71 900 ft)                                        | +27 432 m (90 000 ft)                                          |
| Notas             | Miller 2001, pp. 21–35.                                     | Miller 2001, pp. 21–35.                                        |